# Médaille pour services militaires

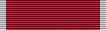
Ruban de la médaille

La médaille pour services militaires ("Hərbi xidmətlərə görə" medalı) est la récompense de l'État de la République d'Azerbaïdjan.

## Histoire
Le prix a été créé le 10 novembre 1992 par l'ancien président azerbaïdjanais Heydar Aliyev.
La médaille est décernée aux militaires pour les services distingués spéciaux dans les opérations de combat.

## Destinataires
- Zakir Hasanov
- Eltchin Valiyev
- Ismayil Gourbanov
- Vugar Mammadov
- Muchfig Babayev
- Vagif Dargahli
- Ali Naghiyev
- Namig Islamzadeh